# Adolphe Boucard
Adolphe Boucard CMZS CvNSC comYC (Eysines, 20 de março de 1839 – Londres, 15 de março de 1905) foi um zoólogo, mais notavelmente ornitólogo, entomólogo, pesquisador e negociante de história natural francês conhecido por contribuições sobre as descrições de troquilídeos, principalmente melisugíneos e lampornitíneos. Nascido no Segundo Império Francês, recebeu os cuidados de sua mãe até adquirir sua independência e, em seus últimos dias, viveu no distrito residencial de Hampstead, na residência de seu filho. Passou maior parte de sua vida dedicando-se à caça silvestre de beija-flores, tanto para fins científicos como comerciais.

## Primeiros anos, ascendência e origem

### 1832–1839: Antecedentes, nascimento e progenitores
Adolphe Boucard nasceu em 20 de março de 1839, na cidade de Eysines, no departamento de Gironda, região administrativa de Nova Aquitânia, ao extremo-oeste da França. Desde o nascimento, ou, mesmo antes disso, sua vida foi caracterizada por controvérsias sobre sua origem familiar. De acordo com dois registros existentes desta época, não há nenhum registro de seu pai em sua certidão de nascimento. A partir dos mesmos registros, sabe-se que sua mãe biológica era Heloïse Josephine Boucard, que foi, durante muitos anos, concubina do ornitólogo e pintor Adolphe Delattre. Este mesmo, entretanto, possuía uma esposa, Jeanne Françoise Postel, tornando Adolphe Boucard seu filho bastardo. Delattre deixaria um testamento para Heloïse e, consequentemente, seu filho, este que foi contestado por Postel.

## Viagens marítimas na América, ornitologia e entomologia

### Primeiras expedições na América do Norte e Central

#### Primeira viagem marítima: São Francisco e os beija-flores
Em 19 de janeiro de 1851, na época com 12 anos de idade, dentro de um navio denominando Union, ele viajaria de Le Havre, uma cidade no departamento de Seine-Maritime, no Canal da Mancha, com destino à cidade de São Francisco, ao litoral da Califórnia e ao Cabo Horn. Primeiramente, eles desembarcaram em Weymouth, onde Adolphe Boucard entraria em contato com solo inglês pela primeira vez na vida. Em 24 de janeiro, cinco dias depois, a expedição seguiria em 1º de fevereiro de 1851, passando pelos arquipélagos português de Madeira e espanhol das Ilhas Canárias. Finalmente, em 15 de março daquele mesmo ano, o navio atravessaria a linha do Equador. Em 26 de março, visitaram o arquipélago brasileiro de Trindade e Martim Vaz, no estado do Espírito Santo. Em 1º de abril, estes atingiram o estado do Rio de Janeiro. Então, a viagem seguiria à Patagônia, Cabo Blanco e Ilha dos Pinguins em 22 de abril de 1851, passando posteriormente ao Golfo de São Jorge, no período noturno. Alguns dias depois, em 26 de abril, avistariam a Terra do Fogo e a Baía de São Sebastião. A partir de então, a expedição continuaria ao Estreito de Le Maire, subsequentemente atingindo o Cabo Horn em 4 de maio daquele mesmo ano. Através dos arquipélagos de Diego Ramírez, Hermit e Ildefonso, estes alcançaram a região de Valparaíso, em 1º de junho de 1851, e respectivamente, nas Ilhas Juan Fernández.
Às quatro horas da manhã do dia 8 de junho, após 142 dias de navegação, os passageiros avistaram um farol, próximo ao Valparaíso. Embora inicialmente a viagem continuasse tranquilamente, pouco tempo depois, uma forte ventania impediria que o navio seguisse, com os botes, então, seguindo ao solo. Ao chegarem, iniciou-se uma inspeção da vigilância sanitária e, após serem aprovados, seguiram em terra. Então, o jovem e sua mãe visitaram os subúrbios e a cidade e, ao voltarem, o mesmo veria um garoto com dois beija-flores vivos. Posteriormente, ainda em Valparaíso, ao visitar os Jardins de Tivoli, no vilarejo de Polanco, Adolphe Boucard observaria beija-flores (Sephanoides sephaniodes) pela primeira vez:
Eu me lembro disso com uma das épocas mais marcantes da minha vida. Eles eram muitos, voavam em todas as direções, de uma flor à outra, em busca de alimento. Quando se alimentam, introduzem seus bicos, e por vezes a melhor parte de suas cabeças, nos cálices das flores e, durante todo o tempo, se permanecem em suas asas (exatamente como as mariposas do gênero Sphinx fazem na Europa, em nossas flores), e em um curtíssimo período de tempo, sugam o mel e todos os insetos diminutos, do qual se alimentam, emergindo dali com pólen, e mesmo mel, em suas testas. Nem mesmo uma flor escapa da detecção. Eles continuam esse exercício ativo durante as primeiras horas da manhã, e até tarde no poente. Quando os dias são nublados, eles podem ser vistos visitando flores pelo dia todo; mas usualmente quando o calor começa a ser sentido, eles retiram em seus galhos secos favoritos e lá descansam.— Adolphe Boucard
No dia 15 de junho, eles partiriam de Valparaíso, avistando os arquipélagos vulcânicos de San Félix e San Ambrosio no dia 22 do mesmo mês. Então, em 11 de julho do mesmo ano, seguiram ao hemisfério norte, cruzando o Equador, dessa vez no sentido contrário. Ultimamente, em 15 de agosto, os tripulantes ancoraram em Yerba Buena, sendo transportados no outro dia para São Francisco, dessa vez em pequenos barcos. Nessa época, a cidade se encontrava no auge da corrida do ouro na Califórnia.

#### Época na Califórnia e colecionismo de aves
Durante sua época no estado da Califórnia, que havia sido recém-incorporada aos Estados Unidos, no auge da corrida do garimpo de ouro, Adolphe Boucard conheceria muitos entomólogos e outras personalidades francesas, dentre os quais se incluem os aventureiros Gastón Raoul de Raousset-Boulbon e Charles de Pindray, este último falecido no ano seguinte. Um tempo mais tarde, conheceria Étienne Derbec, um jornalista que se tornaria um grande amigo de Boucard — anos antes, o mesmo colaboraria com Adolphe Delattre, em um retrato de Derbec. Nesse período, colecionou muitos itens de história natural entre os meses de março e agosto. Depois, durante uma das expedições, conheceria Pierre Joseph Michel Lorquin e, encontraria, além de insetos e artrópodes, alguns beija-flores, particularmente beija-flores-de-cabeça-magenta e beija-flores-ruivos, que o mesmo percebeu como sendo comuns na região. Com isso, este ornitólogo amador faria algo contra indicado, onde retiraria os filhotes de beija-flor de seus ninhos e criaria-os em seu quarto até que a estadia estadunidense se encerrasse. Esse plano se mostrou um fracasso, posteriormente, onde, em uma tentativa de levá-los para a Europa, os espécimes acabaram no oceano.
Durante sua volta para o continente europeu, se tornaria um amigo próximo de Léon Laglaize, neto de Pierre Lorquin, que o ensinaria sobre os hábitos migratórios dos beija-flores-ruivos californianos em direção ao México. Além de espécimes de beija-flores, Boucard colecionaria peles de anseriformes, como patos e gansos, pássaros canoros e aves de rapina. Essas viagens realizadas pelo ornitólogo tinham como principal intuito a coleta e a pesquisa de espécimes de muitos animais, não somente aves — área na qual Boucard se especializou.

#### Saída da Califórnia e expedições à América Central
Em 18 de agosto de 1852, Boucard embarcaria no navio Heva, e desembarcando dois meses depois, em 10 de outubro do mesmo ano, na baía de Acapulco. Oito dias depois, em 18 de outubro, Boucard embarcaria no navio novamente, chegando a San Juan del Sur, desembarcado no município nicaraguense em 9 de novembro. Durante a estação das chuvas em San Juan del Sur, colecionou diversos espécimes de borboletas, além de outros insetos. Depois, em 15 de novembro, junto de um grupo de navegantes, levaria uma rota perigosa a La Virgen, no Lago Nicarágua. Dentro de uma escuna, após quase 14 horas, chegando a Granada, em 16 de dezembro. Em Granada foi hóspede do cônsul francês Pierre Rouhaud e sua esposa, este último que ajudou-lhe a conseguir uma residência no país, onde viveu até maio de 1853. Nessa viagem, coletou vários espécimes, inclusive de mamíferos, dentre os quais estão, os macacos-uivadores, os momotos-de-sobrancelha-azul, um tangará-rabilongo, um beija-flor-de-cauda-azul, um beija-flor-de-peito-verde, um beija-flor-metálico e a safira-de-garganta-azul. Em 18 de maio de 1853, embarcaria novamente, dessa vez em um pequeno barco, em direção à duas ilhas próximas à Granada, primeiramente a San Carlos e, depois, a San Juan del Norte pelo Río San Juan. Doze dias depois, saiu do barco a vapor, que já havia partido em direção à Nova Iorque, obrigando-o a se estabelecer, por mais 12 dias, em San Juan del Norte, onde realizou algumas excursões e transportes, obtendo um sucesso moderado. Boucard desejava um espécime de pipira-de-dorso-vermelho. Então, em 3 de junho de 1853, ele embarcou no navio à vapor Prometheus, saindo da cidade de Havana à Nova Iorque, chegando ao destino em 15 de junho em uma viagem pacífica. Lá, Boucard ficaria por mais dois anos, até 12 de julho de 1854.
Em Granada, este jovem ornitólogo foi exposto à realidades que o mesmo nunca imaginaria na França ou qualquer outro lugar da Europa. A população, que era majoritariamente mestiça, devido à miscigenação entre negros, europeus e nativos — em um processo similar ao observado no Brasil — era de maioria católica, religião que foi imposta aos indígenas dentro do processo de colonização e civilizatório (este que seguia os padrões ocidentais da época). Dentro de uma igreja, veria uma imagem de Jesus Cristo representado como um negro — que o mesmo justificou como uma forma de sensibilizá-los em relação à doutrina cristã de modo que se identificassem, reafirmando uma suposta "branquitude" do personagem. Em outro momento, enquanto embarcava em um barco para seguir sua viagem na América Central, viu, pela primeira vez, um grupo de mulheres fumando cigarros — o que era relativamente incomum para a época, considerando que a popularização do tabagismo entre o público feminino se deu durante o auge da Segunda Guerra Mundial.

### América do Norte: Nova Iorque e México

#### 1852–1854: Nova Iorque e Independência dos Estados Unidos
Desde sua chegada à metrópole de Nova Iorque, que naquela época observava um grande desenvolvimento econômico e humano, adicionado de um fluxo migratório extraordinário para a cidade, Adolphe Boucard se mostrou entusiasmado com a cultura norte-americana, bem como as tradições no dia da Independência dos Estados Unidos e o processo eleitoral dos estadunidenses. Em sua autobiografia, que aborda suas viagens desde seu nascimento, destacou a relação da população e do presidente com as eleições, encorajando a difusão da prática no ocidente e no "resto do mundo". Dentro do mesmo contexto, também afirma o surgimento de uma nova "raça" — nesse caso, dentro da percepção da supremacia branca, do racismo científico e do darwinismo social —, denominada de "norte-americana", que se tratava da fusão de raças europeias como os ingleses, principalmente os irlandeses, alemães, italianos, espanhóis e franceses. Nas próximas páginas, ele faz uma descrição dos povoados e vilarejos de maioria europeia:
O cidadão que era ontem um presidente, um ministro [da Suprema Corte dos Estados Unidos], um chefe dos correios, vão retornar ao seu ofício original, sendo substituídos pelos novos. Eu queria apenas que na Europa, na América Central e do Sul, e em outras partes do mundo, todos que ocupassem um ofício governamental tivessem a mesma filosofia. [...] A população é cosmopolita, inglesa, especialmente irlandesa, alemã, italiana, espanhola e francesa, essa última a mais conspícua. De fato, nós poderíamos dizer que o "norte-americano" pertence à uma nova raça, formada pela mistura de quase todas as raças europeias, e o que é bem marcante, é esse tipo de nova raça, pela qual, esta pode ser facilmente reconhecida. Essa mistura produziu uma raça robusta, ativa, inteligente, melhor adaptada a resistir às dificuldades da vida em relação às antigas.— Adolphe Boucard
Durante a mesma viagem, também visitou muitos ornitólogos europeus que também estavam na cidade trabalhando nas descrições de aves, bem como entomólogos e negociantes de história natural. Em um momento de sua estadia em Nova Iorque, visitou o notável naturalista britânico George Newbold Lawrence, o ictiólogo estadunidense Spencer Fullerton Baird e o ativista dos direitos dos indígenas e médico estadunidense Thomas Bland. Boucard também visitaria pontos famosos da cidade, mencionando o teatro da Broadway, diversos museus de história natural, presenciando também uma expedição em 1854, onde atualmente se encontra o Central Park, em Manhattan. Nessa mesma exposição, o ornitólogo conheceria a aclamada soprano Adelina Patti, nessa época com apenas 12 anos. Entre os outros locais visitados por Adolphe Boucard, inclui-se Brooklyn, Hoboken, Union Square e muitas palestras científicas na região.

#### Expedição ao sul do México e trabalhos ornitológicos
Entre a década de 1850 e de 1860, ele realizaria diversas viagens em direção ao sul do México, especializando-se em seu trabalho ornitológico. Durante os primeiros anos da expedição, entre 1854 e 1856, Boucard seria acompanhado por outro pesquisador francês, Auguste Sallé, onde partiram ao município de San Andrés Tuxtla, estado de Veracruz, descrevendo diversas espécies de aves da fauna mexicana. No ano seguinte, em junho de 1865, os resultados seriam publicados no periódico científico Proceedings da Sociedade Zoológica de Londres, por Philip Lutley Sclater, em seu artigo On a collection of birds received by M. Sallé from Southern Mexico, exibindo cerca de 80 espécies anteriormente descritas, além de aves novas. Esta expedição rendeu outros dois artigos científicos na mesma publicação, sendo a primeira de Oaxaca: List of birds collected by M.A. Boucard in the state of Oaxaca in south-western Mexico, with descriptions of new species (1859); e a segunda de Orizaba: Notes on a collection of birds from the vicinity of Orizaba and Neighbouring Parts of Southern Mexico (1860) de Sclater, Osbert Salvin e George French Angas. Como parte da segunda intervenção francesa no México, por Napoleão III, entre 1861 e 1867. Em 1864, uma comissão científica chefiada por Marie Firmin Bocourt publicaria trabalhos como Mission scientifique au Mexique et dans l'Amérique Centrale. Boucard contribuiu para o sucesso da empresa como membro correspondente. Em 1865, Boucard se tornaria membro correspondente estrangeiro da Sociedade Zoológica de Londres.

### Retorno à América Central e Califórnia: Canal do Panamá e Nicarágua
Alguns anos depois, em 1876, seguiria em uma viagem ao sul da América Central, visitando países como Panamá, Costa Rica e a Guatemala. Em 29 de dezembro daquele ano, seu navio desembarcou na cidade portuária de Puntarenas. Então, assim permaneceria até 30 de maio do ano seguinte, posteriormente se estabelecendo na capital do país, San José. Em sua estadia na cidade, Boucard teria uma tentativa fracassada de coleção de espécimes — deixando-lhe frustrado e, ainda, decepcionado. Meses antes, em janeiro de 1877, ele visitaria a região do Vale de San Carlos, na Nicarágua, acompanhado de Theodor Franz Koschny, de Opole e um nicaraguense — conhecido durante a viagem — Meil de Fontenayto. Seguiram ao vilarejo de Zarcero e Laguna, localizados próximos ao estratovulcão de Poás. Outras expedições se direcionaram à regiões de Cartago, Aguas Calientes, Navarro, complexo vulcânico de Orosí, o vulcão Irazú, Candelaria e Naranjo de Alajuela.

#### Canais do Panamá e da Nicarágua
Em sua viagem, Adolphe Boucard que além da ornitologia mostrava interesse por assuntos políticos — o que não era muito incomum entre as classes científicas da França, com Bourcier, Mulsant e Delattre estando envolvidos na política —, seria mostrado das propostas de construção dos Canal do Panamá e do Canal da Nicarágua, duas pautas recorrentes dentro da segunda metade do período oitocentista no ocidente, principalmente entre as classes mais altas. Em muitos momentos, o ornitólogo se viu indeciso sobre a construção, ora defendendo o Canal da Nicarágua, que recebia o apoio do governo dos Estados Unidos — este que seria cessado no início do século 20 — ora direcionando seu apoio ao equivalente panamenho. Essa disputa se encerraria pouco após a morte de Boucard, em agosto de 1914, com a construção do Canal do Panamá; e, ainda, o governo nicaraguense propõe a construção de seu canal como uma alternativa à este último.

## França, Reino Unido e publicações posteriores
Na década de 1880, Adolphe Boucard — após passar um grande tempo viajando nas Américas, retornaria à Europa, após ter adquirido a coleção do pesquisador compatriota Pantaléon Costa de Beauregard, que ele considerava uma das melhores que já havia visto. Na mesma época, Boucard representou a Guatemala na Exposição Universal de 1878 e, posteriormente, nade 1889, onde expôs sua coleção de aves, moluscos e coleópteros. Em 1886, um tempo após publicar seu catálogo Liste des coléoptères en vente chez Boucard, ele já havia retornado à França, se estabelecendo em um bairro residencial parisiense. Depois de um certo tempo, em 1889, ele adquiria mais uma coleção, que pertencia ao conde de Riocour, que vendeu depois ao Museu Britânico, pouco após Boucard se mudar para Londres. Em razão de seu trabalho comercial, o mesmo também era um opositor da tarifa de William McKinley, que considerava alternativas para proteger a economia do país contra os estrangeiros.
Depois de estabelecido no distrito de Hampstead, ele publicou um primeiro volume do periódico publicado mensalmente — depois, trimestralmente, nos últimos volumes publicados — e intitulado The Hummingbird.  Embora não tenha conseguido grande popularidade o periódico incluía descrições originais, estudos sobre a taxonomia — dentro dos parâmetros tecnológicos à época — e catálogos de beija-flores. Posteriormente, o próprio sugeriu a introdução de uma nova ordem de aves, denominada por ele como Trochiliformes, para classificá-los. The Humming-Bird seria abandonado para a publicação do Genera of Humming Birds: Being Also a Complete Monograph of These Birds, exibindo e descrevendo monografias de beija-flores, publicando-a entre 1894 e 1895. Sobre a descrição exagerada de Boucard, Ernst Hartert, em seu artigo Allgemeines und Specielles über Kolibris discute sobre os erros do mesmo na linguagem de seu trabalho:
Por causa de sua praticidade e clareza, o trabalho de Boucard daria um excelente manual se fosse mais confiável. Por ter um diagnóstico genérico em todos os lugares, o livro teria uma vantagem sobre a edição de Salvin, se apenas os diagnósticos fossem mais precisos. As tabelas de identificação não são fornecidas. Os beija-flores são divididos em 18 famílias e alojados em 156 gêneros. Uma série de novas espécies são descritas e novos nomes para espécimes "propostos" se forem "novas espécies"! As descrições tendem a ser exageradas e pomposas. Um grande número de erros ortográficos e tipográficos desfiguram o livro, e o texto também contém vários floreios estilísticos difíceis de entender e francamente bem-humorados.— Ernst Hartert
Durante todo o século 19 ao início do século 20, onde Adolphe Boucard viveu, as descrições de espécies de animais precisavam que o zoólogo responsável pela nomeação de certo espécime pudesse caracterizá-lo dentro de uma ordem, família e gênero. Entretanto, a tecnologia desta época — com câmeras instantâneas sendo inventadas apenas em 1948 — não permitia a realização desse trabalho sem que este animal fosse morto. Nisso, a proibição da caça de alguns animais em períodos de reprodução foram pautadas diversas vezes, dentro e fora do âmbito científico, na Europa e na América do Norte. Além disso, entre as classes da Europa, particularmente a mais endinheirada, a moda se baseava no uso de peles de canídeos e felídeos e penas de aves como o pavão-azul e os beija-flores.
Dentro desse contexto, Adolphe Boucard se mostrou muitas vezes contrário ao uso destas peles dentro da moda, mas ainda, defendendo que algumas espécies nunca seriam extintas mesmo com a caça predatória de seus representantes — pensamento que dá base à extinção em massa do Holoceno, extinguindo o dodô e outros antes abundantes nas Maurícia e Reunião. E ainda que defendesse sua existência e legalidade, ele argumentou uma proibição da caça em certos meses em prol da continuidade das espécies existentes. Tal interesse se deu no momento em que o mesmo, que circulava pelas ruas londrinas, foi exposto à móbiles com penas de diferentes espécies de aves que iriam ser usadas na confecção de chapéus e mais artigos de moda: essa "re-adaptação" da natureza, vista pelo ornitólogo como uma aberração e desfiguração das aves. Isso seria a principal causa para a defesa deste mesmo em relação à proibição no uso de pelagens e plumagens de animais na moda. Ao se reunir com os apoiadores desta medida, aprenderia sobre diálogos passados sobre a circulação de beija-flores vivos ao Velho Mundo — isso que levaria à uma instabilidade no ecossistema europeu, no caso de adaptabilidade destes; ou na diminuição significativa de populações americanas. Suas opiniões sobre a pauta da exportação da avifauna silvestre latino-americana para a Europa foram publicadas na primeira edição do The Humming-Bird em 1891. Em um parágrafo, defende que embora mais de duas milhões de aves sejam importadas vindas de Trinidad, Colômbia, América do Sul e Índia para o continente europeu, esta não é comparável à quantidade existente na natureza, e algumas espécies não seriam extintas devido à sua ampla distribuição geográfica, propondo aos governos a proteção das algumas aves insetívoras, consideradas essenciais para agricultura.

## Últimos anos e morte
Em 1894, pouco após a publicação do seu trabalho biográfico, Boucard, agora com 55 anos de idade, se aposentaria dos trabalhos ornitológicos e entomológicos e de sua carreira científica, que completaria cerca de 42 anos de duração, então indo para a Ilha de Wight, na costa sul da Inglaterra. No ano seguinte, porém, publicaria um último volume do periódico, o qual ele editava, intitulado The Humming-Bird: A Quarterly Scientific, Artistic and Industrial Review.
Adolphe Boucard passaria seu últimos anos vivendo no distrito residencial de Hampstead, hoje conhecido pela quantidade de residentes envolvidos com a ciência e com as artes, na residência de seu filho. No dia 15 de março de 1905, alguns dias antes de seu aniversário, Boucard morreria em Hampstead. Pouco antes de sua morte, Adolphe Boucard doaria espécimes oriundos da extraordinária coleção — que incluía mais de 25 mil peles de aves e outros animais — até o Museu Nacional de História Natural da França, enquanto as duplicatas foram enviadas ao Museu Nacional dos Estados Unidos, Real Museo de Ciencias Naturales de Madrid e Real Museu de História Natural de Lisboa.
Durante sua vida, Boucard fez parte de associações e sociedades científicas. Em 1865, tornou-se membro da Sociedade Zoológica de Londres. Depois, essa decisão foi seguida pela Academia Francesa no ano de 1878. Em 1881, tornou-se um correspondente do Real Museo de Ciencias Naturales de Madrid, após a Sociedade Zoológica da França incluí-lo dentre seus membros. Então, torna-se membro da Sociedade Geográfica de Lisboa, em 1894; e representante dos interesses da Sociedade Econômica da Guatemala. Também foi condecorado com ordens militares do alto escalão, como a Ordem de Nossa Senhora de Vila Viçosa, a Ordem Real do Camboja e a Ordem de Isabel la Católica.

## Dedicatórias

### Insetos
Em 1859, o entomólogo francês Louis Alexandre Auguste Chevrolat descreveria a espécie de escarabídeo Chrysina adolphi. Posteriormente, as espécies de gorgulho Cleonidius boucardi e de carabídeo Oxygonia boucardi, seriam descritas por Chevrolat em 1873. No mesmo ano, Auguste Sallé, amigo de longa data de Boucard, dedicaria ao ornitólogo uma espécie de elaterídeo: Platycrepidius boucardi. Depois, seu ex-aprendiz e aluno, William Frederick Henry Rosenberg homenageou seu mentor através da descrição da espécie dos crisomelídeos Alurnus boucardi, em 1898. Esta última descrição, mais recente, ocorreu em 1923, pelo francês Maurice Pic, que descreveria mais outro besouro limniquídeo, Byrrhinus boucardi; caracterizando uma homenagem póstuma.

### Peixes e moluscos
Homenagens ao pesquisador também se marcaram presentes na pesquisa sobre a fauna marinha, com o malacólogo Félix Pierre Jousseaume dedicando-lhe a espécie Arca boucardi — um molusco distribuído pelo território japonês — em 1894, e pertencente à ordem Arcidae. As descrições de peixes em homenagem ao indivíduo ou seu trabalho foram até relativamente frequentes: em 1868, Albert Günther dedicou a carpa Hybopsis boucardi ao mesmo. Isso se daria pois seu holótipo era oriundo da coleção de Boucard. Anos depois, em 1885, os conquiliologistas franceses Paul Henri Fischer e Joseph Charles Hippolyte Crosse, lhe homenagearam com o descritor específico de uma espécie de caramujo Physella boucardi.

### Répteis
Depois da Missão Científica ao México e até América Central, os herpetólogos compatriotas Marie Firmin Bocourt e Auguste Duméril descreveria a espécie de lagarto-de-chifres Tapaya boucardii, que atualmente é considerada a subespeciação de uma outra espécie, Phrynosoma orbiculare boucardii, que é conhecida em países de língua inglesa por Boucard's Horned Lizard como nome comum.

### Aves
Pela sua longa contribuição sobre o estudo das aves, muitas dedicatórias ao ornitólogo foram realizadas à sua carreira. Em 1887, Martial Étienne Mulsant, longo colaborador da ciência francesa, descreveria o beija-flor-dos-mangues, conhecido pelo nome binomial de Amazilia boucardi, também lhe oferecendo seu nome comum de Le Thumatias de Boucard. Esse é outro exemplo de espécie descrita através das coleções do mesmo, em Puntarenas no ano de 1877. Philip Lutley Sclater, em 1859, descreveria uma espécie de tinamu chamada por inhambu-de-peito-azulado (Crypturellus boucardi); e a espécie de pardal hoje conhecida como subespécie de Aimophila ruficeps boucardi. Depois, o ornitólogo norte-americano Robert Ridgway nomeia a subespécie Granatellus sallaei boucardi.
Nomes comuns que referenciam esse naturalista são  frequentemente encontrados, em relação aos nomes científicos. Boucard's Hermit, um nome vernáculo do beija-flor Phaethornis adolphi hoje uma sinonímia de Phaethornis striigularis saturatus. Posteriormente, em 1950, John Todd Zimmer reconheceu a dedicatória a Boucard em Trochilus Adolphei, que fora descrito por René Primevère Lesson em 1843. Sua conclusão decidiu que apesar de ortografia diferente, o art. 35 de Regras Internacionais de Nomenclatura Zoológica reconhece a prioridade da nomenclatura de Lesson sobre a de Gould. Portanto, ele sugeriu o novo nome Phaethornis longuemareus cordobae. Depois, esta subespécie acabou por ser sinónimo de Phaethornis striigularis saturatus. Trochilus Adolphei, que aliás foi nomeado em homenagem ao irmão Pierre Adolphe Lesson, agora é considerado um nomen dubium, já que a localidade-tipo Acapulco, não coincide com a descrição. Apenas Eugène Simon e Zimmer possuem indicações de que isso se trata de uma descrição de Phaethornis ruber nigricinctus.

## Publicações

### 1870
- Catalogue de Coléoptères en vente. Rennes: Oberthur et fils (1870).

### 1871
- How to gain from eighty to two hundred pounds sterling a year by instructive and amusing means, or, Instructions for collecting, preserving, and sending collections of natural history. Londres: General natural history agency (1871).
- Méthode à la portée de tous, pour se faire 2,000 à 5,000 francs de rente en s'instruisant et en s'amusant, ou Guide pour collecter, préparer et expédier des collections d’histoire naturelle. Rennes: Oberthur et fils (1871).

### 1873
- Notes sur quelques Trochilidés. Annales de la Société des sciences industrielles de Lyon. Nouvelle Série: Vol. 20 (1873) pp. 269–283.

### 1874
- A Manual of Natural History being a Companion to the Series of Pictorial Diagrams & Natural Specimens, illustrated of Human Physiology, Zoology, Botany, Geology, and Mineralogy. 1.ª edição (1874). Londres: W.J. Johnson.

### 1875
- Notes sur les Trochilidés du Mexique. Annales de la Société des sciences industrielles de Lyon. Nouvelle Série. Vol. 22 (1875) pp. 14–28.
- Notes sur les Trochilidés du Mexique. Opuscules entomologiques. Vol. 16 (1875) pp. 115–129.
- Monographie List of the Coleoptera of the Genus Plusiotis of America, north of Panama, with Description of several ne Species. Proceedings of the Scientific Meeting of the Zoological Society of London. (1875) pp. 117–125.

### 1876
- A Manual of Natural History being a Companion to the Series of Pictorial Diagrams & Natural Specimens, illustrated of Human Physiology, Zoology, Botany, Geology, and Mineralogy. 2.ª edição (1876). Londres: W.J. Johnson.
- Catalogus avium: hucusque descriptorum. 2.ª edição (1876). Londres: Unbekannt.
- Catalogue des Oiseaux connus jusqu’a ce jour. Journal de Zoologie. Vol. 5 (1876). pp. 284–289.

### 1878
- On Birds collected in Costa Rica. Proceedings of the Scientific Meetings Zoological Society of London. Londres: Academic Press (1878). pp. 37–71.
- Notes on some Coleoptera of the Genus Plusiotis, with Descriptions of three new Species from Mexico and Central America. Proceedings of the Scientific Meetings Zoological Society of London. Vol. 9 (1878) pp. 293–296.
- Liste des Oiseaux récoltés au Guatémala en 1877. Annales de la Société Linnéenne de Lyon. Nouvelle Série. vol. 25 (1878). pp. 15–62
- République de Guatémala (Amèrique Central): Notice sur les objets exposés par la République de Guatémala et par Adolphe Boucard à l’Exposition Universelle de Paris. Paris: Oberthür et fils (1878).
- Notes on Pharomacrus costaricensis. Ornithological Miscellany. Vol. 3 (1878). pp. 21–27.

### 1879
- Descriptions of two supposed new Species of South-American Birds. Proceedings of the Scientific Meetings of the Zoological Society of London. Londres: Academic Press. Vol. 47 (1): 1879. p. 178.

### 1880
- Description d'une espèce nouvelle de Pseudocolaptes provenant de Costa-Rica. Bulletin de la Société zoologique de France. Vol. 5 (1880). pp. 230–231.
- Deux espèces nouvelle de Coléoptères appartenant à la famille de Cicindélides. Bulletin de la Société zoologique de France. Vol. 5 (1880). pp. 293–294.

### 1883
- Osbert Salvin: On a collection of birds from Yucatan. Proceedings of the Scientific Meetings of the Zoological Society of London. Londres: Academic Press. Vol. 51 (1): 1883. pp. 434–462.

### 1884
- Notice sur François Sumichrast. Bulletin de la Société zoologique de France. Vol. 9 (1884). pp. 305–312.

### 1889
- Catalogue des oiseaux de la collection Riocour. Tours: Paul Bousrez (1889).
- Notice sur certains des objets exposes dans le pavillon du Guatemala a l’Exposition internationale de Paris. Tours: Paul Bousrez (1889).
- Notice sur Certains Produits Spéciaux Exposés in République de Guatémala: catalogue des exposants. Tours: Paul Bousrez (1889).

### 1891
- What is to be seen everywhere in London. The Humming bird. A monthly scientific, artistic, and industrial review. Vol. 1 (1): 1891. pp. 1–3.
- Science and Art. The Macking Bill. The Humming bird. A monthly scientific, artistic, and industrial review. Vol. 1 (1): 1891. p. 3.
- The Panama Canal. The Humming bird. A monthly scientific, artistic, and industrial review. Vol. 1 (1): 1891. pp. 3–5.
- Notes on tue Genus Pharmacrus or Resplendent Trogon. The Humming bird. A monthly scientific, artistic, and industrial review. Vol. 1 (1): 1891. pp. 6–7.
- Report on Public Sale of Feathers and Bird Skins, December 1890. The Humming bird. A monthly scientific, artistic, and industrial review. Vol. 1 (1): 1891. p. 8.
- Rapport sur la vente publique de Plumes et d'Oiseaux à Londres, Décembre 1890. The Humming bird. A monthly scientific, artistic, and industrial review. Vol. 1 (1): 1891. p. 8.
- What is to be seen everywhere in London. The Humming bird. A monthly scientific, artistic, and industrial review. Vol. 1 (2: 1891. pp. 9–10.
- The Panama Canal. The Humming bird. A monthly scientific, artistic, and industrial review. Vol. 1 (2): 1891. pp. 10–12.
- The Museum of la Plata and my Idea of a Typical and Practical Museum of Natural History. The Humming bird. A monthly scientific, artistic, and industrial review. Vol. 1 (2): 1891. pp. 12–14.
- Report on the December Public Sales of Ostrich and Osprey Feathers, Bird Skins, &c. The Humming bird. A monthly scientific, artistic, and industrial review. Vol. 1 (2): 1891. p. 16.
- Report on the December and January Public Sales of Postage Stamps. The Humming bird. A monthly scientific, artistic, and industrial review. Vol. 1 (2): 1891. p. 16.
- Notes on rare species of Humming Birds and description of Several Supposed New Species in Boucard's Museum. The Humming Bird. A Monthly Scientific, Artistic and Industrial Review. Vol. 1 (3): 1891. pp. 17–18.
- Notes on the Genus Pharomarcus or Resplendent Trogon. The Humming Bird. A Monthly Scientific, Artistic and Industrial Review. Vol. 1 (3): 1891. pp. 18–19.
- Second International Ornithological Congress. The Humming Bird. A Monthly Scientific, Artistic and Industrial Review. Vol. 1 (3): 1891. p. 19.
- The McKinley Bill. The Humming Bird. A Monthly Scientific, Artistic and Industrial Review. Vol. 1 (3): 1891. p. 20.
- The Panama Canal. The Humming Bird. A Monthly Scientific, Artistic and Industrial Review. Vol. 1 (3): 1891. pp. 20–22.
- Obituary: Mr. Edmond André. The Humming Bird. A Monthly Scientific, Artistic and Industrial Review. Vol. 1 (3): 1891. p. 22.
- Report on the two last Public Sales of Natural History Specimens at Stevens. The Humming Bird. A Monthly Scientific, Artistic and Industrial Review. Vol. 1 (3): 1891. p. 24.
- Report on January and February Public Sales of Postage Stamps. The Humming Bird. A Monthly Scientific, Artistic and Industrial Review. Vol. 1 (3): 1891. p. 24.
- Notes on rare species of Humming Birds and description of Several Supposed New Species in Boucard's Museum. The Humming Bird. A Monthly Scientific, Artistic and Industrial Review. Vol. 1 (4): 1891. pp. 25–26.
- Description of Supposed New Species of Parrot in Boucard's Museum. The Humming Bird. A Monthly Scientific, Artistic and Industrial Review. Vol. 1 (3): 1891. p. 27.
- A Visit to the Gardens of the Zoological Society of London. The Humming Bird. A Monthly Scientific, Artistic and Industrial Review. Vol. 1 (3): 1891. p. 28.
- British Museum (Zoological Department). The Humming Bird. A Monthly Scientific, Artistic and Industrial Review. Vol. 1 (3): 1891. pp. 28–29.
- Royal Aquarium. The Humming Bird. A Monthly Scientific, Artistic and Industrial Review. Vol. 1 (4): 1891. p. 29.
- The Panama Canal. The Humming Bird. A Monthly Scientific, Artistic and Industrial Review. Vol. 1 (4): 1891. p. 29–30.
- Obituary: Charles Anatole Maingonnat. The Humming Bird. A Monthly Scientific, Artistic and Industrial Review. Vol. 1 (4): 1891. p. 30–31.
- Reports on the March Public Sale of Ostrich and Osprey Feathers, Bird Skins, etc. The Humming Bird. A Monthly Scientific, Artistic and Industrial Review. Vol. 1 (4): 1891. p. 32.
- Reports on February and March Public Sales of Postage Stamps. The Humming Bird. A Monthly Scientific, Artistic and Industrial Review. Vol. 1 (4): 1891. p. 32.
- The McKinley Bill. The Humming Bird. A Monthly Scientific, Artistic and Industrial Review. Vol. 1 (5): 1891. pp. 33–42.
- Notes on rare species of Humming Birds and description of Several Supposed New Species in Boucard's Museum. The Humming Bird. A Monthly Scientific, Artistic and Industrial Review. Vol. 1 (6): 1891. p. 43.
- Description of Supposed New Species of Paradise Bird in Boucard's Museum. The Humming Bird. A Monthly Scientific, Artistic and Industrial Review. Vol. 1 (6): 1891. pp. 43–44.
- The Panama Canal. The Humming Bird. A Monthly Scientific, Artistic and Industrial Review. Vol. 1 (6): 1891. pp. 44–50.
- Notes on rare species of Humming Birds and description of Several Supposed New Species in Boucard's Museum. The Humming Bird. A Monthly Scientific, Artistic and Industrial Review. Vol. 1 (7): 1891. pp. 52–53.
- Description of a supposed New Species of Tanager in Boucard's Museum. The Humming Bird. A Monthly Scientific, Artistic and Industrial Review. Vol. 1 (7): 1891. p. 53.
- The McKinley Bill and Art. The Humming Bird. A Monthly Scientific, Artistic and Industrial Review. Vol. 1 (7): 1891. p. 53.
- Collections made in Thibet and Central Asia by Messrs. Bonvalot and Henri d'Orléans. The Humming Bird. A Monthly Scientific, Artistic and Industrial Review. Vol. 1 (7): 1891. pp. 54–55.
- A Visit to the British Museum. Natural History Department. The Humming Bird. A Monthly Scientific, Artistic and Industrial Review. Vol. 1 (7): 1891. p. 55.
- Obituary: Henry de La Cuisine. The Humming Bird. A Monthly Scientific, Artistic and Industrial Review. Vol. 1 (7): 1891. p. 57.
- Report on June Public Sales of Feathers and Bird Skins. The Humming Bird. A Monthly Scientific, Artistic and Industrial Review. Vol. 1 (7): 1891. p. 58.
- The Plaintain or Banana Plant. The Humming Bird. A Monthly Scientific, Artistic and Industrial Review. Vol. 1 (8): 1891. p. 59.
- A Visit to the British Museum. Natural History Department. The Humming Bird. A Monthly Scientific, Artistic and Industrial Review. Vol. 1 (8): 1891. p. 59–61.
- General Remarks. The Humming Bird. A Monthly Scientific, Artistic and Industrial Review. Vol. 1 (8): 1891. p. 63.
- Royal Aquarium. The Humming Bird. A Monthly Scientific, Artistic and Industrial Review. Vol. 1 (8): 1891. p. 63.
- A Visit to the British Museum. Natural History Department. The Humming Bird. A Monthly Scientific, Artistic and Industrial Review. Vol. 1 (9): 1891. pp. 68–69.
- Water Rent. The Humming Bird. A Monthly Scientific, Artistic and Industrial Review. Vol. 1 (9): 1891. p. 73.
- La Vie Champêtre. The Humming Bird. A Monthly Scientific, Artistic and Industrial Review. Vol. 1 (10): 1891. pp. 75–76.
- A Visit to the British Museum. Natural History Department. The Humming Bird. A Monthly Scientific, Artistic and Industrial Review. Vol. 1 (10): 1891. p. 82.
- Crocodile, Snake and Fish Skins for Industrial Purpose. The Humming Bird. A Monthly Scientific, Artistic and Industrial Review. Vol. 1 (11): 1891. pp. 83–84.
- A Visit to the British Museum. Natural History Department. The Humming Bird. A Monthly Scientific, Artistic and Industrial Review. Vol. 1 (11): 1891. pp. 84–89.
- To the Subscribers and Correspondents of "Humming Bird". The Humming Bird. A Monthly Scientific, Artistic and Industrial Review. Vol. 1 (11): 1891. p. 91.
- A Visit to the British Museum. Natural History Department. The Humming Bird. A Monthly Scientific, Artistic and Industrial Review. Vol. 1 (12): 1891. p. 91–97.
- The Panama Canal. The Humming Bird. A Monthly Scientific, Artistic and Industrial Review. Vol. 1 (12): 1891. p. 97.

### 1892
- Description of a supposed new Species of Humming Bird in Boucard's Museum. The Humming bird. A monthly scientific, artistic, and industrial review. Vol. 2 (1): 1892. p. 1.
- International Exposition of Chicago. The Humming bird. A monthly scientific, artistic, and industrial review. Vol. 2 (1): 1892. p. 2.
- World's Fair Notes. The Humming bird. A monthly scientific, artistic, and industrial review. Vol. 2 (1): 1892. p. 2–6.
- Review of New Scientific Books. The Humming bird. A monthly scientific, artistic, and industrial review. Vol. 2 (1): 1892. pp. 6–8.
- Notes on the rare Pheasant, Rheinardius ocellatus, Verr. The Humming bird. A monthly scientific, artistic, and industrial review. Vol. 2 (2): 1892. pp. 9–12.
- The World's Fair. Royal Commision for the Chicago Exhibition, 1893. The Humming bird. A monthly scientific, artistic, and industrial review. Vol. 2 (2): 1892. pp. 13–15.
- World's Fair Notes. The Humming bird. A monthly scientific, artistic, and industrial review. Vol. 2 (2): 1892. p. 15–16.
- Books Received. The Humming bird. A monthly scientific, artistic, and industrial review. Vol. 2 (2): 1892. p. 16.
- Celebrated Gallery of Old Masters of the late General Marquess de Garbarino. The Humming bird. A monthly scientific, artistic, and industrial review. Vol. 2 (2): 1892. pp. 17–19.
- Custom Tariff of Great Britain and Ireland. The Humming bird. A monthly scientific, artistic, and industrial review. Vol. 2 (3): 1892. pp. 19–20.
- World's Fair Notes. The Humming bird. A monthly scientific, artistic, and industrial review. Vol. 2 (3): 1892. pp. 20–24.
- Obituary Henry Walter Bates. The Humming bird. A monthly scientific, artistic, and industrial review. Vol. 2 (3): 1892. p. 24.
- Biographical Notes on Henry Walter Bates F.R.S., etc., etc. The Humming bird. A monthly scientific, artistic, and industrial review. Vol. 2 (4): 1892. pp. 25–31.
- World's Fair Notes. The Humming bird. A monthly scientific, artistic, and industrial review. Vol. 2 (4): 1892. p. 32.
- American Pearls. The Humming bird. A monthly scientific, artistic, and industrial review. Vol. 2 (5): 1892. pp. 33–34.
- Fishes from Volcanoes. The Humming bird. A monthly scientific, artistic, and industrial review. Vol. 2 (5): 1892. p. 34.
- A very large tree. The Humming bird. A monthly scientific, artistic, and industrial review. Vol. 2 (5): 1892. pp. 34–35.
- World's Fair Notes. The Humming bird. A monthly scientific, artistic, and industrial review. Vol. 2 (5): 1892. p. 35.
- That wonderful last nail. Mrs. Potter Palmer will put the finishing touch on the Woman's Building with hammer and spike of costly make. The Humming bird. A monthly scientific, artistic, and industrial review. Vol. 2 (5): 1892. pp. 35–39.
- List of Birds collected by M. Hardy at Porto Real, Brazil, with description of one supposed species, by M. M. Boucard and Count Berlepsch. The Humming bird. A monthly scientific, artistic, and industrial review. Vol. 2 (6): 1892. pp. 41–45.
- Description of a supposed new species of the Genus Manticora "Cicindelidae" from Damara Land, South Africa. The Humming bird. A monthly scientific, artistic, and industrial review. Vol. 2 (6): 1892. pp. 45–46.
- World's Fair Notes. The Humming bird. A monthly scientific, artistic, and industrial review. Vol. 2 (6): 1892. pp. 46–48.
- To the Memory of the most Illustrious Christopher Colomb 1492-1892 Completion of the Panama Canal. The Humming bird. A monthly scientific, artistic, and industrial review. Vol. 2 (7): 1892. pp. 50–53.
- First Project: Project of Subscription for the formation of an anonymous company, hereafter known as the Interoceanic Columbus Canal Company for the completion of the Canal, known as the Interoceanic Panama Canal Company. The Humming bird. A monthly scientific, artistic, and industrial review. Vol. 2 (7): 1892. pp. 54–56.
- Second Project: Project of Subscription for the formation of an anonymous company, hereafter known as the Panama Company for the developing and cultivating of the property of 500,000 hectares of freehold lands granted by the Columbian Government to the Panama Company. The Humming bird. A monthly scientific, artistic, and industrial review. Vol. 2 (8): 1892. pp. 62–66.
- World's Fair Notes. The Humming bird. A monthly scientific, artistic, and industrial review. Vol. 2 (8): 1892. pp. 66–72.
- A complete list up to date of the Humming-birds found in Columbia, with descriptions of several supposed new species. A monthly scientific, artistic, and industrial review. Vol. 2 (9): 1892. pp. 73–87.
- Chicago Exposition. A monthly scientific, artistic, and industrial review. Vol. 2 (9): 1892. p. 88.
- Christopher Colombus. A monthly scientific, artistic, and industrial review. Vol. 2 (10): 1892. p. 89–92.
- Festivities and exhibitions. A monthly scientific, artistic, and industrial review. Vol. 2 (10): 1892. pp. 92–95.
- Programme. A monthly scientific, artistic, and industrial review. Vol. 2 (10): 1892. pp. 95–98.
- Chicago Exposition – Fruits and flowers at the fair. In: The Humming bird. A monthly scientific, artistic, and industrial review. A monthly scientific, artistic, and industrial review. Vol. 2 (10): 1892. pp. 98–101.
- World's Fair Music. The Humming bird. A monthly scientific, artistic, and industrial review.Vol. 2 (10): 1892. pp. 101–104.
- America. The Humming bird. A monthly scientific, artistic, and industrial review.Vol. 2 (11): 1892. pp. 105–119.
- Festivities in honour of Christopher Colombus. A monthly scientific, artistic, and industrial review. Vol. 2 (11): 1892. p. 120.
- Notice. A monthly scientific, artistic, and industrial review. Vol. 2 (12): 1892. p. 121.
- Le Canal de Panama. A monthly scientific, artistic, and industrial review. Vol. 2 (12): 1892. pp. 121–122.
- International exhibition at Monaco. A monthly scientific, artistic, and industrial review. Vol. 2 (12): 1892. p. 122.
- A new emission of Postage stamps. A monthly scientific, artistic, and industrial review. Vol. 2 (12): 1892. p. 123.
- Review of new publications. A monthly scientific, artistic, and industrial review. Vol. 2 (12): 1892. pp. 123–131.
- Obituary. A monthly scientific, artistic, and industrial review. Vol. 2 (12): 1892. pp. 131–136.
- Genera of humming birds: being also a complete monograph of these birds. Bournemouth: Pardy & Son (1892). pp. 1–54.
- Sauvetage du Panamá – À la mémoire de l’illustrissime Christophe Colomb (1492-1892). Tours: P. Bousrez (1892).

### 1893
- Panama. A quarterly scientific, artistic, and industrial review. Vol. 3 (1): 1893. pp. 1–4.
- Grover Cleveland. A quarterly scientific, artistic, and industrial review. Vol. 3 (1): 1893. p. 5.
- Description of several supposed new Species of Humming-Birds. A quarterly scientific, artistic, and industrial review. Vol. 3 (1): 1893. pp. 6–10.
- Paris International Exhibition of 1900!. A quarterly scientific, artistic, and industrial review. Vol. 3 (1): 1893. pp.15–16.
- World's Columbian Exhibition. A quarterly scientific, artistic, and industrial review. Vol. 3 (1): 1893. p.16.
- Chicago Exhibition World's Fair notes. A quarterly scientific, artistic, and industrial review. Vol. 3 (2): 1893. p.17–29.
- Relicts at the Fair. A quarterly scientific, artistic, and industrial review. Vol. 3 (2): 1893. p.29–30.
- Big Prizes for livestock. A quarterly scientific, artistic, and industrial review. Vol. 3 (2): 1893. p.30.
- World's Fair Souvenirs. A quarterly scientific, artistic, and industrial review. Vol. 3 (2): 1893. p.30–32.
- The Genera of Hummingbirds. A quarterly scientific, artistic, and industrial review. Vol. 3 (2): 1893. p. 32.
- Panama. A quarterly scientific, artistic, and industrial review. Vol. 3 (3): 1893. pp. 33–34.
- The Imperial Institute. A quarterly scientific, artistic, and industrial review. Vol. 3 (3): 1893. pp. 34–35.
- World's Columbian Exhibition. A quarterly scientific, artistic, and industrial review. Vol. 3 (3): 1893. p. 39.
- Royal Institution. A quarterly scientific, artistic, and industrial review. Vol. 3 (3): 1893. p. 39.
- Description of one new supposed new species of Cetonia from Syria. A quarterly scientific, artistic, and industrial review. Vol. 3 (3): 1893. p. 40.
- Abundance of wasps. A quarterly scientific, artistic, and industrial review. Vol. 3 (3): 1893. p. 48.
- Notice. A quarterly scientific, artistic, and industrial review. Vol. 3 (4): 1893. p. 49.
- Notes on wasps. A quarterly scientific, artistic, and industrial review. Vol. 3 (4): 1893. pp. 49–51.
- Rectification of name for Semioptera Gouldi. The Humming Bird. A quarterly scientific, artistic, and industrial review. Vol. 3 (4): 1893. p. 57.
- Alligators. The Humming bird. A quarterly scientific, artistic, and industrial review. Vol. 3 (4): 1893. pp. 57–58.
- Handbook of the destructive insects of Victoria. The Humming bird. A quarterly scientific, artistic, and industrial review. Vol. 3 (4): 1893. pp. 58–59.
- International Exhibition – The late World’s Fair. The Humming bird. A quarterly scientific, artistic, and industrial review. Vol. 3 (4): 1893. p. 60.
- International Exhibition of Lyon. The Humming bird. A quarterly scientific, artistic, and industrial review. Vol. 3 (4): 1893. pp. 60–61.
- International Exhibition of Paris, 1900. The Humming bird. A quarterly scientific, artistic, and industrial review. Vol. 3 (4): 1893. p. 61.
- International Exhibition of Industry, Science, and Art, in Hobart Town (Tasmania). The Humming bird. A quarterly scientific, artistic, and industrial review. Vol. 3 (4): 1893. pp. 62–65.
- International Exhibition in San Francisco (California). The Humming bird. A quarterly scientific, artistic, and industrial review. Vol. 3 (4): 1893. pp. 65–72.
- Travels of a naturalist a record of adventures, discoveries, history and customs of Americans and Indians, habits and descriptions of animals, chiefly made in North America, California, Mexico, Central America, Columbia, Chili, etc., during the last forty-two years. Bournemouth: Pardy & Son (1893). pp. 1–126.
- Genera of humming birds: being also a complete monograph of these birds. Bournemouth: Pardy & Son (1893). pp. 55–107.

### 1894
- Wonderful Discovery in Colorado (Mexico). The Humming bird. A quarterly scientific, artistic, and industrial review. Vol. 4 (1): 1894. pp. 1–2.
- Recent scientific and other publications with notes by the editor. The Humming bird. A quarterly scientific, artistic, and industrial review. Vol. 4 (1): 1894. pp. 2–8.
- Recent scientific and other publications with notes by the editor. The Humming bird. A quarterly scientific, artistic, and industrial review. Vol. 4 (2): 1894. pp. 9–30.
- Sociedade de Geographia de Lisboa. The Humming bird. A quarterly scientific, artistic, and industrial review. Vol. 4 (2): 1894. p. 30.
- The flying man. The Humming bird. A quarterly scientific, artistic, and industrial review. Vol. 4 (2): 1894. pp. 31–32.
- The use of salt for agricultural purposes. The Humming bird. A quarterly scientific, artistic, and industrial review. Vol. 4 (4): 1894. pp. 45–46.
- Genera of humming birds: being also a complete monograph of these birds. Bournemouth: Pardy & Son (1894). pp. 108–206.
- Travels of a naturalist a record of adventures, discoveries, history and customs of Americans and Indians, habits and descriptions of animals, chiefly made in North America, California, Mexico, Central America, Columbia, Chili, etc., during the last forty-two years. Bournemouth: Pardy & Son (1894). pp. 127–206.

### 1895
- Genera of humming birds: being also a complete monograph of these birds. Bournemouth: Pardy & Son (1895). pp. 207–412.
- Important notice. The Humming bird. A quarterly scientific, artistic, and industrial review. Vol. 5 (1): 1895. p. 3.
- Boucard’s ornithological collection. A quarterly scientific, artistic, and industrial review. Vol. 5 (1): 1895. p. 4.
- Description of a supposed new species of Plusiotis. A quarterly scientific, artistic, and industrial review. Vol. 5 (1): 1895. pp. 4–5.
- List of Humming Birds collected at Cali and Rio Dagua, Colombia by W. H. Rosenberg. A quarterly scientific, artistic, and industrial review. Vol. 5 (1): 1895. pp. 5–7.
- Protection of Birds. A quarterly scientific, artistic, and industrial review. Vol. 5 (1): 1895. p. 8.
- Nicaragua and Panama Canals Prospects. A quarterly scientific, artistic, and industrial review. Vol. 5 (1): 1895. pp. 9–10.
- Obituary. A quarterly scientific, artistic, and industrial review. Vol. 5 (1): 1895. pp. 10–18.
- Genera of Birds wanted by Mr. A. Boucard. In: The Humming Bird. A quarterly scientific, artistic, and industrial review. Vol. 5 (1): 1895. pp. 19–24.
- List of Duplicate Bird Skins for Exchange. A quarterly scientific, artistic, and industrial review. Vol. 5 (1): 1895. pp. 25–30.

### 1901
- Catalogue de la collection de coquilles terrestres. Tours: Paul Bousrez (1901).
- Les oiseaux utiles et nuisibles. Ornis Buletin du Comité Ornithologique International. Vol. 11 (1901): 343–362.
- Wholesale and retail Price List of stamps, sets, packets, albums etc. Kataloge von philatelistischen Formen. Londres: Knapp Drewett & Sons (1901). Vol. 13.